# Gard (řeka)
Gard (francouzsky Gardon) je řeka na jihovýchodě Francie a poslední významný přítok řeky Rhôny. Pramení v pohoří Cévennes v départmentu Lozère. Délka této řeky činí 127,4 km. Řeka je tvořena dvěma hlavními přítoky. První z nich je Gardon d'Alès a druhý Gardon d'Anduze. Soutok těchto řek se nachází v obci Ners, odtud se nazývá pouze řeka Gard.
Tato řeka dala jméno francouzskému departmentu Gard. Přes řeku vede také známý římský akvadukt Pont du Gard.

## Biosférická rezervace
Soutěsky řeky Gardon v departmentu Gard jsou od roku 2015 zapsány na seznam biosférických rezervací UNESCO. Biosférická rezervace má rozlohu 45 501 ha.